# Chapelle de Bracheux
La chapelle de Bracheux est un lieu de culte catholique situé dans le hameau de Bracheux à Beauvais, dans le département de l'Oise.

## Historique
La chapelle actuelle est en fait le chœur de l'ancienne église de la commune de Bracheux, connue depuis le XIIe siècle. Le bâtiment date selon toute vraisemblance du XIVe siècle. Un plan de 1772 fait apparaître un édifice plus vaste que l'actuel.